# ام‌اس مونارچ
ام‌اس مونارچ (به انگلیسی: MS Monarch) یک کشتی است که طول آن ۲۶۸٫۳۳ متر (۸۸۰ فوت ۴ اینچ) می‌باشد. این کشتی در سال ۱۹۹۱ ساخته شد.